# Union der Funkamateure Russlands
Die Union der Funkamateure Russlands (russisch Союз радиолюбителей России; Soyuz radiolyubiteley Rossii), kurz SRR (russisch СРР) ist der nationale Verband der Funkamateure in Russland.

## Geschichte
Die SRR wurde 1992 als gesamtrussische öffentliche gemeinnützige Gesellschaft gegründet. Sie ist Mitglied der International Amateur Radio Union (IARU Region 1), der internationalen Vereinigung von Amateurfunkverbänden, und vertritt dort die Interessen der russischen Funkamateure.
Sie unterstützt ihre Mitglieder und fördert deren Aktivitäten. Dazu gehören Funksport, wie beispielsweise „Fuchsjagden“ (Orientierungslauf kombiniert mit Amateurfunkpeilen), Katastrophenvorsorge, technische Kreativität und nicht zuletzt die Förderung  sozialer Kontakte auch zwischen Jung und Alt.
Zu den verehrten Stammvätern des russischen Amateurfunks gehören der Funkpionier Alexander Stepanowitsch Popow (1859–1906) und der sowjetische Polarforscher Ernst Theodorowitsch Krenkel (1903–1971) mit seinem Rufzeichen RAEM.